# Johann Christian Metzger

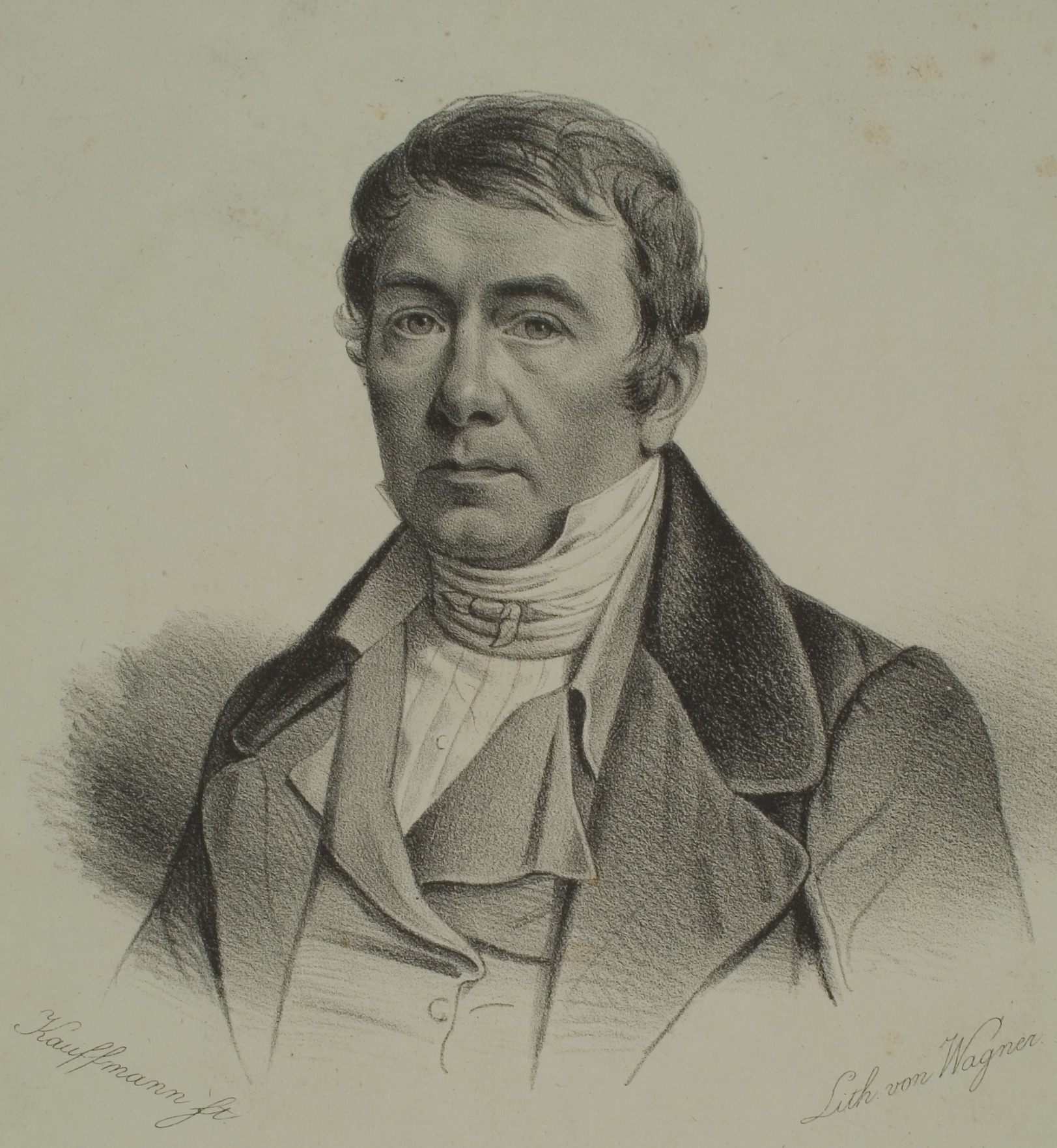
Johann Metzger

Johann Christian Metzger (* 11. Oktober 1789 in Lahr; † 15. September 1852 in Bad Wildbad) war ein deutscher Landschaftsarchitekt, Gärtner und Pomologe, der in der ersten Hälfte des 19. Jahrhunderts im südwestdeutschen Raum vor allem Landschaftsgärten gestaltete. Sein offizielles botanisches Autorenkürzel lautet „Metzg.“

## Familie
Johann Christian Metzger wurde als Sohn des Gärtners Johannes Metzger aus Lahr geboren, seine Mutter war Maria Salome geb. Müller. Metzger war in erster Ehe, seit dem 10. November 1811, mit Lisette Hoffmann aus Schwetzingen  verheiratet, die bereits am 28. Mai 1813 verstarb. Aus dieser Ehe ging eine Tochter hervor, die nach einem halben Jahr verstarb. In zweiter Ehe heiratete er am 6. März 1814 Wilhelmine Kiefer aus Karlsruhe (* 1793 † 22. Januar 1847). Aus dieser Ehe ging ebenfalls eine Tochter hervor, die 1847 im Alter von 32 Jahren verstarb.

## Beruf
Johann Christian Metzger absolvierte eine Gärtnerlehre bei dem Hofgärtner Schweikardt in Karlsruhe und war dann als Gärtner-Obergehilfe im Schlossgarten von Schwetzingen bei Gartendirektor Johann Michael Zeyher beschäftigt. 1810 wurde er Obergärtner beim Markgrafen Ludwig in Karlsruhe. 1811 wurde Metzger Plantagen-Inspektor für den Pfinz-, Enz-, Kinzig- und Murg-Kreis mit Sitz in Rastatt.
Am 30. November 1812 wurde Metzger zum Universitätsgärtner des Heidelberger Schlosses berufen. Er erhielt 1830 den Titel eines „Garteninspektors“ und wurde im Jahre 1843 zum „Großherzoglichen Gartendirektor“ ernannt. 1851 erfolgte der Ruf nach Karlsruhe zur „Centralstelle des landwirthschaftlichen Vereins“ mit dem Mandat, „zum Zweck der Hebung der Landwirthschaft im Großherzogthum“ zu wirken, verbunden mit der Leitung des von Heidelberg nach Karlsruhe verlegten „Landwirthschaftlichen Versuchsgartens“.

## Politik und Gesellschaft
Von 1842 bis zu seinem Tod war Metzger Abgeordneter der 2. Kammer des badischen Landtages (Landstände). Während seiner langen Heidelberger Zeit war er Mitglied der Universität, Verwalter des „Landwirthschaftlichen Versuchsgartens des Landwirthschaftlichen Vereins“ in Heidelberg sowie Präsident der Obstbau-Sektion für die Versammlungen der deutschen Wein- und Obst-Produzenten, außerdem Mitglied zahlreicher wissenschaftlicher bzw. berufsständischer Gesellschaften.

## Gartenanlagen
| um 1830 | Dirmstein         | Schlosspark des Koeth-Wanscheidschen Schlosses                       |
| 1830    | Heidelberg        | Stadtgarten                                                          |
| 1831    | Heidelberg        | Landwirtschaftlicher Versuchsgarten des Landwirtschaftlichen Vereins |
| 1835    | Eisenberg (Pfalz) | Gienanthscher Park                                                   |
| 1841–45 | Odernheim am Glan | Gartenanlage um die Ruine des Klosters Disibodenberg                 |
| 1842–44 | Heidelberg        | Bergfriedhof                                                         |
| 1843–44 | Bad Dürkheim      | Konzept der Parkanlage um die Ruine des Klosters Limburg             |

## Bedeutung
Metzger war sowohl Gelehrter als auch Politiker in der Umbruchphase zwischen Spätaufklärung und europäischer Revolution. In seinem Spätwerk sind es besonders seine volksbildnerischen Schriften, die seine liberale Haltung vermitteln, indem er eine gelungene Landwirtschaft mit dem gelingenden Glück eines konstitutionellen Staatswesens gleich setzte. Eine Allgemeine Verbesserung der Lebensverhältnisse sah er in der Verbindung von Wissenschaft, Landwirtschaft und Herrschaft.
Metzger befasste sich mit vielen Wein-, Obst- und Ackerbau-Themen. Er befasste sich auch intensiv mit der Kultivierung des Tabaks. Je ein Gedenkstein stehen in Heidelberg (1851 im Stadtgarten errichtet, 1893 in den Neptungarten verlegt) sowie in Unterneudorf (Odenwald, 1853). 1833 wurde Metzger durch den Markgrafen Leopold von Baden die „Große Civilverdienst-Medaille“ in Gold verliehen, 1851 das Ritterkreuz des Ordens vom Zähringer Löwen.

## Veröffentlichungen
- Der Rheinische Weinbau. Heidelberg 1827
- Beschreibung des Heidelberger Schlosses und Gartens. Heidelberg 1829
- Die Wein- und Tafeltrauben der deutschen Weinberge und Gärten, Mitautor Lambert Joseph von Babo. Mannheim 1836, 2. Aufl. Stuttgart 1851
- Karl Will, der kleine Obstzüchter, oder gründliche Belehrung in der Obstbaumzucht zum Gebrauche der Jugend. Frankfurt 1844.
- Der Bauernspiegel oder Peter Lang, der verständige Bauer und Bürgermeister. Frankfurt 1845.
- Marie Flink, die kleine Gemüsegärtnerin, oder gründliche Belehrung im Gemüsebau. Frankfurt 1845.
- Die Kernobstsorten des südlichen Deutschlands nach den angestellten Untersuchungen der wandernden Gesellschaft der Wein- u. Obstproduzenten vom Jahr 1839 bis 1846. Frankfurt 1847.